# Dos Caminos
Dos Caminos es un poblado que forma parte del Municipio de San Luis en la provincia de Santiago de Cuba. Está ubicado entre el poblado El cristo y su municipio cabecera, [San Luis], ya que su entrada principal está situada en la ruta de la Autopista Nacional de Cuba pero el poblado no puede verse desde la entrada puesto a que se ubica varios kilómetros más adentro.

## Población
Posee 7000 habitantes aproximadamente.

## Economía
Posee un central azucarero llamado Paquito Rosales (Central Borgita), dos cooperativas agropecuarias, una panadería, una dulcería, un Banco popular, una tienda, un punto de divisas y actualmente muchas mipymes. La economía de este poblado está basada generalmente al cultivo y proceso de la caña para obtener el azúcar de caña, aunque en los últimos años han fomentado la producción de granjas porcinas y avícolas.

## Salud
Existe un Policlínico de Urgencias, 10 consultorios, un centro de rehabilitación, un hogar materno, un sanatorio del SIDA(VIH).

## Educación
Posee 4 escuelas primarias, 3 urbanas y una rural en la comunidad de Caguayo, dos escuelas secundarias un instituto preuniversitario y un joven club de computación y electrónica.

## Historia
En la Guerra Del 1895 se reunieron los generales Antonio Maceo y Máximo Goméz Báez con José Martí ; este punto sirvió de partida para la campaña de Oriente a Occidente. El nombre de esta reunión quedó para la historia como Reunión de las Mejoranas y la campaña de Oriente a Occidente se convirtió en la Invasión a Occidente.

## Hidrografía
Existen dos ríos: uno situado en la localidad del Ullao y otro en la localidad de la CP15; ninguno de los dos son caudalosos ni extensos.

## Relieve
Es  generalmente apeniplanado, con algunas elevaciones de poca altura como la Loma del Tanque y La Candela, las mayores elevaciones se desarrollan en la localidad del Caguayo. El cultivo de la caña es la principal área agropecuaria de la zona. Su clima es tropical y llueve muy poco al año.